# مغيلة (تونس)
مغيلة مستوطنة تونسية تابعة لمعتمدية السبالة بولاية سيدي بوزيد. بها مركز بريد وعيادة وجامع ومدرسة إبتدائي وأخرى إعدادية